# スタスタローン
スタスタローン（1980年5月10日 - ）は、日本の元お笑い芸人で、ものまねタレントであった。本名は近藤邦洋。
奈良県出身。アミー・パークに所属していた。

## 来歴・芸風
ワタナベコメディスクール4期生出身。
シルヴェスター・スタローンのファンであるため、この芸名を付け、スタローンの物真似を主とした活動を行っている。髪にパーマを当て、機関銃を持って銃弾をたすき掛けにしたという、映画『ランボー』でのスタローンを意識した格好で様々なシチュエーションの一人コントを演じている。ブリッジや落ちに「フォーフ!」や「バイエルーン!」（スタローンが出演していた伊藤ハムのソーセージ商品『アルトバイエルン』のCMを意識したもの）という台詞を発するのが特徴。単なる物真似ではなく、特徴的な台詞やシーンなどをデフォルメして表現しているが、スタローンが言いそうもないことは言わないようにしている。ものまねショーパブ『リトモ ディ ブリブリブッスン』（東京・麻布十番）で働いていた。その他多くのライブで活動中。
最初はコンビで漫才をやっていたが、ある日先輩芸人から「お前スタローンに似てるな」と言われ、スタローンの物真似をしたところ結構受けが良かったので、これをきっかけにスタローンの物真似芸人をやるようになったという。海外俳優キャラのメリットは話しかけてもらいやすいこと、デメリットはキャラを維持する為に経費がかかること。衣装や小道具代などは全て自腹であり、自身の髪質が極度の直毛の為、スタローン風のパーマをあてるのに毎回11,800円かかり、今の髪型に落ち着くまでの時間も3年近くかかったと言う。あるインタビューの仕事でスタローン本人に会ったこともあり、その際に「アイム ジャパニーズ ランボー」とスタローン本人に言ったところ、スタローンから「ユーアー ニューランボー。アイム オールド ランボー」と笑顔で言われたという。
2008年7月9日に映画『ワン・ミス・コール』のジャパンプレミア試写会が行われた時には、デーブ・スペクターのハリウッドデビューを祝うという形で、デーブと渡辺直美（ビヨンセの真似）、プチ・ブルース（ブルース・ウィリスの真似）と一緒に舞台挨拶に出演した。
2015年3月4日にスタローン主演映画『エクスペンダブルズ3 ワールドミッション』の“最強日本語吹き替え版”完成披露プレミア試写会が行われた時には、観劇の一般応募に当選し、プライベートで来場していた所、当日司会の飛石連休・藤井ペイジに発見され、ステージに呼ばれ即興で『ランボー3』のランボーの物真似を行った。この時にスタローンの吹き替えを担当するささきいさおとの共演を果たしている。なお、この時ランボーの物真似ができるよう、事前にタンクトップとバンダナを用意していたが、本当にプライベートであったという。
スタローンの他にもノッポさん（高見映）、アンタッチャブル山崎弘也、ロビンマスク（『キン肉マン』のキャラクター）などの物真似レパートリーがある。
ただし、ロビンマスクの物真似を関係者に披露したところ不評だったため、現在ではボツ扱いになっている。
ワタナベコメディスクール卒業後は、ワタナベエンターテインメント所属となった後、フリーとなり、一時はワタナベエンターテインメントのライブ『STEP! STEP! STEP!』に出演してワタナベエンターテインメント再所属を目指していたこともあった。その後、アミー・パークに所属となった。
2013年時点では、自身のプライベートの自宅は沿線横、家賃5万円（共益費なし）、トイレ・風呂付き、6畳1ルームのアパートに、別の同期の芸人と2人でシェアで同居していた。
現在は、北海道夕張にある農業会社に勤務。
2022年9月20日「相席食堂」のロケにスタスタローンで出演した。

## 出演

### テレビ
- 超若手お笑い対抗DOORS! 21世紀枠決定戦スペシャル（TBSテレビ） - 2007年9月7日、9月14日、9月21日深夜放送、『DOORS 2007』の予選を行った事前番組。
- ラジかるッ（日本テレビ）
- アリケン（テレビ東京） - 2008年4月17日
- リンカーン（TBSテレビ） - 2008年4月22日
- ☆スタ缶～レジェンド～☆（あっ!とおどろく放送局）
- あらびき団（TBSテレビ） - 2009年5月13日、山本高広、ジャンみやがわと一緒に『山本高広軍団』として出演
- ウチくる!?（フジテレビ） - 2010年1月17日、『山本高広のウチくる!?』にジャンみやがわ、グラップラーたかしと一緒に出演
- 日10☆演芸パレード（TBSテレビ）- 2013年3月3日、2013年3月24日、2013年4月14日
- アグレッシブですけど、何か? （広島ホームテレビ）2013年9月12日
- 爆笑そっくりものまね紅白歌合戦スペシャル（フジテレビ）
  - ドリームチーム対抗!最強!!ものまね紅白!史上初の頂上決戦スペシャル（2013年10月29日）
- クイズ30〜団結せよ!〜（フジテレビ）- 2014年9月7日
- お願い!モーニング（テレビ朝日）- 『15秒で目が覚める一発ギャグランキング』コーナー
- 本日開校！R-1学園〜最新ひとり芸をおもしろ予習〜（関西テレビ放送）- 2014年12月1日
- ニッポン元気計画! 眠れるスター目覚ましバラエティ“ハックツベリー”（テレビ東京）- 2015年3月21日
- 〜あなたの日常に“笑い”をお届け!〜デリ芸（関西テレビ）2014年12月31日、2015年4月15日・5月27日・6月17日・6月24日
- 嵐にしやがれ（日本テレビ）- 2015年5月2日
- いきなり!黄金伝説。（テレビ朝日）- 2015年9月3日
- 相席食堂 （ABCテレビ）- 2022年9月20日